# تور دي أفينير 2019
تور دي أفينير 2019 (بالفرنسية: Tour de l'Avenir 2019)‏ هو سباق دراجات هوائية، وهو الموسم رقم 56 من السباق، وأقيم خلال الفترة 15 أغسطس 2019، وحتى 25 أغسطس 2019، وامتدّ لمسافة 1071.5 كيلومتر، وهو أحد سباقات طواف أوروبا للدراجات 2019، وهو من نوع  سباق المرحلة.
فاز فيه بالمركز الأول  توبياس فوس، وبالمركز الثاني  جيوفاني أليوتي، وبالمركز الثالث  Ilan Van Wilder ‏، والفائز في ترتيب النقاط   Matteo Jorgenson ‏، والفريق الفائز في ترتيب الفرق  منتخب بلجيكا الوطني لسباق الدراجات على الطريق للرجال تحت 23 سنة.

## الفرق
| فرق وطنية (23)- منتخب كولومبيا الوطني لسباق الدراجات على الطريق للرجال تحت 23 سنة 2019‏ - فريق فرنسا لركوب الدراجات للرجال تحت 23 سنة ‏ - منتخب ألمانيا الوطني لسباق الدراجات على الطريق للرجال تحت 23 سنة ‏ - منتخب أستراليا الوطني لسباق الدراجات على الطريق للرجال تحت 23 سنة ‏ - منتخب النمسا الوطني لسباق الدراجات على الطريق للرجال تحت 23 سنة ‏ - منتخب بلجيكا الوطني لسباق الدراجات على الطريق للرجال تحت 23 سنة ‏ - منتخب روسيا البيضاء الوطني لسباق الدراجات على الطريق للرجال تحت 23 سنة‏ - منتخب كنيديان الوطني لسباق الدراجات على الطريق للرجال تحت 23 سنة‏ - منتخب الدنمارك الوطني لسباق الدراجات على الطريق للرجال تحت 23 سنة ‏ - فريق الإكوادور لسباق الدراجات على الطريق للرجال تحت 23 سنة‏ - منتخب إرتريا الوطني لسباق الدراجات على الطريق للرجال تحت 23 سنة‏ - منتخب إسبانيا الوطني لسباق الدراجات على الطريق للرجال تحت 23 سنة ‏ - منتخب الولايات المتحدة الوطني لسباق الدراجات على الطريق للرجال تحت 23 سنة ‏ - منتخب المملكة المتحدة الوطني لسباق الدراجات على الطريق للرجال تحت 23 سنة ‏ - فريق المجر لسباق الدراجات على الطريق للرجال تحت 23 سنة‏ - منتخب إيطاليا الوطني لسباق الدراجات على الطريق للرجال تحت 23 سنة ‏ - منتخب لوكسمبورغ الوطني لسباق الدراجات على الطريق للرجال تحت 23 سنة‏ - النرويج تحت 23 سنة - منتخب هولندا الوطني لسباق الدراجات على الطريق للرجال تحت 23 سنة ‏ - منتخب البرتغال الوطني لسباق الدراجات على الطريق للرجال تحت 23 سنة ‏ - منتخب روسيا الوطني لسباق الدراجات على الطريق للرجال تحت 23 سنة ‏ - منتخب سلوفينيا الوطني لسباق الدراجات على الطريق للرجال تحت 23 سنة ‏ - منتخب سويسرا الوطني لسباق الدراجات على الطريق للرجال تحت 23 سنة ‏ فريق دراجات هواة- Auvergne-Rhône-Alpes U23‏ فريق نادي الدراجات- دبليو سي سي تيم 2019 ‏ Unknown team category- Southwest defence and security zone |  |
| |  |

## المراحل
| المرحلة    | التاريخ  | الدورة                                                   | type                   | المسافة (كم) | الفائز بالمرحلة                                                  | القائد العام       |
| ---------- | -------- | -------------------------------------------------------- | ---------------------- | ------------ | ---------------------------------------------------------------- | ------------------ |
| المرحلة 1  | 15 أغسطس | Marmande ‏ – Marmande ‏                                    | مرحلة مستوية           | 134٫3        | Mathias Norsgaard ‏                                               | Mathias Norsgaard ‏ |
| المرحلة 2  | 16 أغسطس | Eymet ‏ – بيرجيراك                                        | مرحلة سباق الزمن للفرق | 32٫5         | منتخب سويسرا الوطني لسباق الدراجات على الطريق للرجال تحت 23 سنة ‏ | Mathias Norsgaard ‏ |
| المرحلة 3  | 17 أغسطس | Montignac-Lascaux ‏ – مورياك                              | مرحلة متوسطة           | 169٫6        | إيثان هايتر                                                      | توبياس فوس         |
| المرحلة 4  | 18 أغسطس | مورياك – Espalion ‏                                       | مرحلة متوسطة           | 163٫7        | فرد رايت                                                         | Simon Guglielmi ‏   |
| المرحلة 5  | 19 أغسطس | Espalion ‏ – Saint-Julien-Chapteuil ‏                      | مرحلة متوسطة           | 162٫8        | Ben Healy (cyclist) ‏                                             | Simon Guglielmi ‏   |
| المرحلة 6  | 20 أغسطس | Saint-Julien-Chapteuil ‏ – بريفاس                         | مرحلة متوسطة           | 125٫4        | Stefan Bissegger ‏                                                | جيوفاني أليوتي     |
| المرحلة 7  | 22 أغسطس | Grésy-sur-Isère ‏ – La Giettaz ‏                           | مرحلة متوسطة           | 106٫4        | Harold Tejada ‏                                                   | Mauri Vansevenant ‏ |
| المرحلة 8  | 23 أغسطس | Brides-les-Bains ‏ – Méribel ‏                             | مرحلة جبلية            | 23٫4         | ألكسندر إيفانز ‏                                                  | توبياس فوس         |
| المرحلة 9  | 24 أغسطس | Villaroger ‏ – تين (قرية فرنسية)                          | مرحلة جبلية            | 74٫3         | أتيلا فالتر                                                      | توبياس فوس         |
| المرحلة 10 | 25 أغسطس | Saint-Colomban-des-Villards ‏ – La Corbière, Haute-Saône ‏ | مرحلة جبلية            | 79٫1         | ألكساندر سيبيدا                                                  | توبياس فوس         |

## النتيجة

### مرحلة 1
هي مرحلة مسطحة، أجريت في 15 أغسطس 2019، وامتدّت لمسافة 134.3 كيلومتر فاز بالمرحلة  Mathias Norsgaard ‏، ومتصدر الترتيب العام في نهاية المرحلة  Mathias Norsgaard ‏.
| \| التصنيف العام \| التصنيف العام \| التصنيف العام \| التصنيف العام \| التصنيف العام \| \| العداء \| العداء \| الفريق \| الوقت \| \| \| ------------- \| ------------------------------ \| ------------------------------------------------------------------------------------- \| ------------- \| ------------- \| \| 1 \| Mathias Norsgaard [الإنجليزية]‏ \| منتخب الدنمارك الوطني لسباق الدراجات على الطريق للرجال تحت 23 سنة [لغات أخرى]‏ \| 2 س 58 د 49 ث \| \| \| 2 \| إيثان هايتر \| منتخب المملكة المتحدة الوطني لسباق الدراجات على الطريق للرجال تحت 23 سنة [لغات أخرى]‏ \| + 52 ث \| \| \| 3 \| توم بيدكوك \| منتخب المملكة المتحدة الوطني لسباق الدراجات على الطريق للرجال تحت 23 سنة [لغات أخرى]‏ \| + 52 ث \| \| \| 4 \| Niklas Märkl [الإنجليزية]‏ \| منتخب ألمانيا الوطني لسباق الدراجات على الطريق للرجال تحت 23 سنة [لغات أخرى]‏ \| + 52 ث \| \| \| 5 \| Stefan Bissegger [الإنجليزية]‏ \| منتخب سويسرا الوطني لسباق الدراجات على الطريق للرجال تحت 23 سنة [لغات أخرى]‏ \| + 52 ث \| \| \| 6 \| Nils Eekhoff [الإنجليزية]‏ \| منتخب هولندا الوطني لسباق الدراجات على الطريق للرجال تحت 23 سنة [لغات أخرى]‏ \| + 52 ث \| \| \| 7 \| Kaden Groves [الإنجليزية]‏ \| منتخب أستراليا الوطني لسباق الدراجات على الطريق للرجال تحت 23 سنة [لغات أخرى]‏ \| + 52 ث \| \| \| 8 \| مايكل هيرنانديز [لغات أخرى]‏ \| منتخب الولايات المتحدة الوطني لسباق الدراجات على الطريق للرجال تحت 23 سنة [لغات أخرى]‏ \| + 52 ث \| \| \| 9 \| Torjus Sleen [الإنجليزية]‏ \| النرويج تحت 23 سنة \| + 52 ث \| \| \| 10 \| توبياس باير \| منتخب النمسا الوطني لسباق الدراجات على الطريق للرجال تحت 23 سنة [لغات أخرى]‏ \| + 52 ث \| \| |                    |                                                                            |               |  |
| |                    |                                                                            |               |  |
| |                    |                                                                            |               |  |
| التصنيف العام |                    |                                                                            |               |  |
| العداء | العداء             | الفريق                                                                     | الوقت         |  |
| 1 | Mathias Norsgaard ‏ | منتخب الدنمارك الوطني لسباق الدراجات على الطريق للرجال تحت 23 سنة ‏         | 2 س 58 د 49 ث |  |
| 2 | إيثان هايتر        | منتخب المملكة المتحدة الوطني لسباق الدراجات على الطريق للرجال تحت 23 سنة ‏  | + 52 ث        |  |
| 3 | توم بيدكوك         | منتخب المملكة المتحدة الوطني لسباق الدراجات على الطريق للرجال تحت 23 سنة ‏  | + 52 ث        |  |
| 4 | Niklas Märkl ‏      | منتخب ألمانيا الوطني لسباق الدراجات على الطريق للرجال تحت 23 سنة ‏          | + 52 ث        |  |
| 5 | Stefan Bissegger ‏  | منتخب سويسرا الوطني لسباق الدراجات على الطريق للرجال تحت 23 سنة ‏           | + 52 ث        |  |
| 6 | Nils Eekhoff ‏      | منتخب هولندا الوطني لسباق الدراجات على الطريق للرجال تحت 23 سنة ‏           | + 52 ث        |  |
| 7 | Kaden Groves ‏      | منتخب أستراليا الوطني لسباق الدراجات على الطريق للرجال تحت 23 سنة ‏         | + 52 ث        |  |
| 8 | مايكل هيرنانديز ‏   | منتخب الولايات المتحدة الوطني لسباق الدراجات على الطريق للرجال تحت 23 سنة ‏ | + 52 ث        |  |
| 9 | Torjus Sleen ‏      | النرويج تحت 23 سنة                                                         | + 52 ث        |  |
| 10 | توبياس باير        | منتخب النمسا الوطني لسباق الدراجات على الطريق للرجال تحت 23 سنة ‏           | + 52 ث        |  |

### مرحلة 2
هي مرحلة من نوع سباق فردي ضد الساعة، أجريت في 16 أغسطس 2019، وامتدّت لمسافة 32.5 كيلومتر فاز بالمرحلة  منتخب سويسرا الوطني لسباق الدراجات على الطريق للرجال تحت 23 سنة ‏، ومتصدر الترتيب العام في نهاية المرحلة  Mathias Norsgaard ‏.
| \| التصنيف العام \| التصنيف العام \| التصنيف العام \| التصنيف العام \| التصنيف العام \| \| العداء \| العداء \| الفريق \| الوقت \| \| \| ------------- \| ------------------------------ \| ----------------------------------------------------------------------------- \| ------------- \| ------------- \| \| 1 \| Mathias Norsgaard [الإنجليزية]‏ \| منتخب الدنمارك الوطني لسباق الدراجات على الطريق للرجال تحت 23 سنة [لغات أخرى]‏ \| 3 س 37 د 42 ث \| \| \| 2 \| Stefan Bissegger [الإنجليزية]‏ \| منتخب سويسرا الوطني لسباق الدراجات على الطريق للرجال تحت 23 سنة [لغات أخرى]‏ \| + 5 ث \| \| \| 3 \| Damian Lüscher [لغات أخرى]‏ \| منتخب سويسرا الوطني لسباق الدراجات على الطريق للرجال تحت 23 سنة [لغات أخرى]‏ \| + 5 ث \| \| \| 4 \| جويل سوتير \| منتخب سويسرا الوطني لسباق الدراجات على الطريق للرجال تحت 23 سنة [لغات أخرى]‏ \| + 5 ث \| \| \| 5 \| Robin Froidevaux [الإنجليزية]‏ \| منتخب سويسرا الوطني لسباق الدراجات على الطريق للرجال تحت 23 سنة [لغات أخرى]‏ \| + 5 ث \| \| \| 6 \| Torjus Sleen [الإنجليزية]‏ \| النرويج تحت 23 سنة \| + 33 ث \| \| \| 7 \| توبياس فوس \| النرويج تحت 23 سنة \| + 33 ث \| \| \| 8 \| Idar Andersen [الإنجليزية]‏ \| النرويج تحت 23 سنة \| + 33 ث \| \| \| 9 \| Søren Wærenskjold [الإنجليزية]‏ \| النرويج تحت 23 سنة \| + 33 ث \| \| \| 10 \| Morten Hulgaard [الإنجليزية]‏ \| منتخب الدنمارك الوطني لسباق الدراجات على الطريق للرجال تحت 23 سنة [لغات أخرى]‏ \| + 52 ث \| \| |                    |                                                                    |               |  |
| |                    |                                                                    |               |  |
| |                    |                                                                    |               |  |
| التصنيف العام |                    |                                                                    |               |  |
| العداء | العداء             | الفريق                                                             | الوقت         |  |
| 1 | Mathias Norsgaard ‏ | منتخب الدنمارك الوطني لسباق الدراجات على الطريق للرجال تحت 23 سنة ‏ | 3 س 37 د 42 ث |  |
| 2 | Stefan Bissegger ‏  | منتخب سويسرا الوطني لسباق الدراجات على الطريق للرجال تحت 23 سنة ‏   | + 5 ث         |  |
| 3 | Damian Lüscher ‏    | منتخب سويسرا الوطني لسباق الدراجات على الطريق للرجال تحت 23 سنة ‏   | + 5 ث         |  |
| 4 | جويل سوتير         | منتخب سويسرا الوطني لسباق الدراجات على الطريق للرجال تحت 23 سنة ‏   | + 5 ث         |  |
| 5 | Robin Froidevaux ‏  | منتخب سويسرا الوطني لسباق الدراجات على الطريق للرجال تحت 23 سنة ‏   | + 5 ث         |  |
| 6 | Torjus Sleen ‏      | النرويج تحت 23 سنة                                                 | + 33 ث        |  |
| 7 | توبياس فوس         | النرويج تحت 23 سنة                                                 | + 33 ث        |  |
| 8 | Idar Andersen ‏     | النرويج تحت 23 سنة                                                 | + 33 ث        |  |
| 9 | Søren Wærenskjold ‏ | النرويج تحت 23 سنة                                                 | + 33 ث        |  |
| 10 | Morten Hulgaard ‏   | منتخب الدنمارك الوطني لسباق الدراجات على الطريق للرجال تحت 23 سنة ‏ | + 52 ث        |  |

### مرحلة 3
هي مرحلة جبلية متوسطة، أجريت في 17 أغسطس 2019، وامتدّت لمسافة 169.6 كيلومتر فاز بالمرحلة  إيثان هايتر، ومتصدر الترتيب العام في نهاية المرحلة  توبياس فوس.
| \| التصنيف العام \| التصنيف العام \| التصنيف العام \| التصنيف العام \| التصنيف العام \| \| العداء \| العداء \| الفريق \| الوقت \| \| \| ------------- \| -------------------------------- \| ------------------------------------------------------------------------------------ \| --------------- \| ------------- \| \| 1 \| توبياس فوس \| النرويج تحت 23 سنة \| + 7 س 40 د 55 ث \| \| \| 2 \| Torjus Sleen [الإنجليزية]‏ \| النرويج تحت 23 سنة \| + 0 ث \| \| \| 3 \| Damian Lüscher [لغات أخرى]‏ \| منتخب سويسرا الوطني لسباق الدراجات على الطريق للرجال تحت 23 سنة [لغات أخرى]‏ \| + 0 ث \| \| \| 4 \| Stefano Oldani [الإنجليزية]‏ \| منتخب إيطاليا الوطني لسباق الدراجات على الطريق للرجال تحت 23 سنة [لغات أخرى]‏ \| + 24 ث \| \| \| 5 \| Samuele Battistella [الإنجليزية]‏ \| منتخب إيطاليا الوطني لسباق الدراجات على الطريق للرجال تحت 23 سنة [لغات أخرى]‏ \| + 24 ث \| \| \| 6 \| Andrea Bagioli [الإنجليزية]‏ \| منتخب إيطاليا الوطني لسباق الدراجات على الطريق للرجال تحت 23 سنة [لغات أخرى]‏ \| + 24 ث \| \| \| 7 \| إيثان هايتر \| منتخب المملكة المتحدة الوطني لسباق الدراجات على الطريق للرجال تحت 23 سنة [لغات أخرى]‏ \| + 26 ث \| \| \| 8 \| توم بيدكوك \| منتخب المملكة المتحدة الوطني لسباق الدراجات على الطريق للرجال تحت 23 سنة [لغات أخرى]‏ \| + 26 ث \| \| \| 9 \| Stefan Bissegger [الإنجليزية]‏ \| منتخب سويسرا الوطني لسباق الدراجات على الطريق للرجال تحت 23 سنة [لغات أخرى]‏ \| + 32 ث \| \| \| 10 \| Clément Champoussin [الإنجليزية]‏ \| فريق فرنسا لركوب الدراجات للرجال تحت 23 سنة [لغات أخرى]‏ \| + 38 ث \| \| |                      |                                                                           |                 |  |
| |                      |                                                                           |                 |  |
| |                      |                                                                           |                 |  |
| التصنيف العام |                      |                                                                           |                 |  |
| العداء | العداء               | الفريق                                                                    | الوقت           |  |
| 1 | توبياس فوس           | النرويج تحت 23 سنة                                                        | + 7 س 40 د 55 ث |  |
| 2 | Torjus Sleen ‏        | النرويج تحت 23 سنة                                                        | + 0 ث           |  |
| 3 | Damian Lüscher ‏      | منتخب سويسرا الوطني لسباق الدراجات على الطريق للرجال تحت 23 سنة ‏          | + 0 ث           |  |
| 4 | Stefano Oldani ‏      | منتخب إيطاليا الوطني لسباق الدراجات على الطريق للرجال تحت 23 سنة ‏         | + 24 ث          |  |
| 5 | Samuele Battistella ‏ | منتخب إيطاليا الوطني لسباق الدراجات على الطريق للرجال تحت 23 سنة ‏         | + 24 ث          |  |
| 6 | Andrea Bagioli ‏      | منتخب إيطاليا الوطني لسباق الدراجات على الطريق للرجال تحت 23 سنة ‏         | + 24 ث          |  |
| 7 | إيثان هايتر          | منتخب المملكة المتحدة الوطني لسباق الدراجات على الطريق للرجال تحت 23 سنة ‏ | + 26 ث          |  |
| 8 | توم بيدكوك           | منتخب المملكة المتحدة الوطني لسباق الدراجات على الطريق للرجال تحت 23 سنة ‏ | + 26 ث          |  |
| 9 | Stefan Bissegger ‏    | منتخب سويسرا الوطني لسباق الدراجات على الطريق للرجال تحت 23 سنة ‏          | + 32 ث          |  |
| 10 | Clément Champoussin ‏ | فريق فرنسا لركوب الدراجات للرجال تحت 23 سنة ‏                              | + 38 ث          |  |

### مرحلة 4
هي مرحلة جبلية متوسطة، أجريت في 18 أغسطس 2019، وامتدّت لمسافة 163.7 كيلومتر فاز بالمرحلة  فرد رايت، ومتصدر الترتيب العام في نهاية المرحلة  Simon Guglielmi ‏.
| \| التصنيف العام \| التصنيف العام \| التصنيف العام \| التصنيف العام \| التصنيف العام \| \| العداء \| العداء \| الفريق \| الوقت \| \| \| ------------- \| -------------------------------- \| ------------------------------------------------------------------------------------ \| -------------- \| ------------- \| \| 1 \| Simon Guglielmi [الإنجليزية]‏ \| فريق فرنسا لركوب الدراجات للرجال تحت 23 سنة [لغات أخرى]‏ \| 11 س 37 د 02 ث \| \| \| 2 \| جيوفاني أليوتي \| منتخب إيطاليا الوطني لسباق الدراجات على الطريق للرجال تحت 23 سنة [لغات أخرى]‏ \| + 1 ث \| \| \| 3 \| توبياس فوس \| النرويج تحت 23 سنة \| + 42 ث \| \| \| 4 \| Torjus Sleen [الإنجليزية]‏ \| النرويج تحت 23 سنة \| + 42 ث \| \| \| 5 \| Damian Lüscher [لغات أخرى]‏ \| منتخب سويسرا الوطني لسباق الدراجات على الطريق للرجال تحت 23 سنة [لغات أخرى]‏ \| + 42 ث \| \| \| 6 \| Samuele Battistella [الإنجليزية]‏ \| منتخب إيطاليا الوطني لسباق الدراجات على الطريق للرجال تحت 23 سنة [لغات أخرى]‏ \| + 1 د 06 ث \| \| \| 7 \| Andrea Bagioli [الإنجليزية]‏ \| منتخب إيطاليا الوطني لسباق الدراجات على الطريق للرجال تحت 23 سنة [لغات أخرى]‏ \| + 1 د 06 ث \| \| \| 8 \| Stefano Oldani [الإنجليزية]‏ \| منتخب إيطاليا الوطني لسباق الدراجات على الطريق للرجال تحت 23 سنة [لغات أخرى]‏ \| + 1 د 06 ث \| \| \| 9 \| توم بيدكوك \| منتخب المملكة المتحدة الوطني لسباق الدراجات على الطريق للرجال تحت 23 سنة [لغات أخرى]‏ \| + 1 د 08 ث \| \| \| 10 \| Stefan Bissegger [الإنجليزية]‏ \| منتخب سويسرا الوطني لسباق الدراجات على الطريق للرجال تحت 23 سنة [لغات أخرى]‏ \| + 1 د 14 ث \| \| |                      |                                                                           |                |  |
| |                      |                                                                           |                |  |
| |                      |                                                                           |                |  |
| التصنيف العام |                      |                                                                           |                |  |
| العداء | العداء               | الفريق                                                                    | الوقت          |  |
| 1 | Simon Guglielmi ‏     | فريق فرنسا لركوب الدراجات للرجال تحت 23 سنة ‏                              | 11 س 37 د 02 ث |  |
| 2 | جيوفاني أليوتي       | منتخب إيطاليا الوطني لسباق الدراجات على الطريق للرجال تحت 23 سنة ‏         | + 1 ث          |  |
| 3 | توبياس فوس           | النرويج تحت 23 سنة                                                        | + 42 ث         |  |
| 4 | Torjus Sleen ‏        | النرويج تحت 23 سنة                                                        | + 42 ث         |  |
| 5 | Damian Lüscher ‏      | منتخب سويسرا الوطني لسباق الدراجات على الطريق للرجال تحت 23 سنة ‏          | + 42 ث         |  |
| 6 | Samuele Battistella ‏ | منتخب إيطاليا الوطني لسباق الدراجات على الطريق للرجال تحت 23 سنة ‏         | + 1 د 06 ث     |  |
| 7 | Andrea Bagioli ‏      | منتخب إيطاليا الوطني لسباق الدراجات على الطريق للرجال تحت 23 سنة ‏         | + 1 د 06 ث     |  |
| 8 | Stefano Oldani ‏      | منتخب إيطاليا الوطني لسباق الدراجات على الطريق للرجال تحت 23 سنة ‏         | + 1 د 06 ث     |  |
| 9 | توم بيدكوك           | منتخب المملكة المتحدة الوطني لسباق الدراجات على الطريق للرجال تحت 23 سنة ‏ | + 1 د 08 ث     |  |
| 10 | Stefan Bissegger ‏    | منتخب سويسرا الوطني لسباق الدراجات على الطريق للرجال تحت 23 سنة ‏          | + 1 د 14 ث     |  |

### مرحلة 5
هي مرحلة جبلية متوسطة، أجريت في 19 أغسطس 2019، وامتدّت لمسافة 162.8 كيلومتر متصدر الترتيب العام في نهاية المرحلة  Simon Guglielmi ‏.
| \| التصنيف العام \| التصنيف العام \| التصنيف العام \| التصنيف العام \| التصنيف العام \| \| العداء \| العداء \| الفريق \| الوقت \| \| \| ------------- \| -------------------------------- \| ------------------------------------------------------------------------------------ \| -------------- \| ------------- \| \| 1 \| Simon Guglielmi [الإنجليزية]‏ \| فريق فرنسا لركوب الدراجات للرجال تحت 23 سنة [لغات أخرى]‏ \| 15 س 42 د 00 ث \| \| \| 2 \| جيوفاني أليوتي \| منتخب إيطاليا الوطني لسباق الدراجات على الطريق للرجال تحت 23 سنة [لغات أخرى]‏ \| + 1 ث \| \| \| 3 \| توبياس فوس \| النرويج تحت 23 سنة \| + 41 ث \| \| \| 4 \| Torjus Sleen [الإنجليزية]‏ \| النرويج تحت 23 سنة \| + 42 ث \| \| \| 5 \| Damian Lüscher [لغات أخرى]‏ \| منتخب سويسرا الوطني لسباق الدراجات على الطريق للرجال تحت 23 سنة [لغات أخرى]‏ \| + 42 ث \| \| \| 6 \| Stefano Oldani [الإنجليزية]‏ \| منتخب إيطاليا الوطني لسباق الدراجات على الطريق للرجال تحت 23 سنة [لغات أخرى]‏ \| + 1 د 05 ث \| \| \| 7 \| Samuele Battistella [الإنجليزية]‏ \| منتخب إيطاليا الوطني لسباق الدراجات على الطريق للرجال تحت 23 سنة [لغات أخرى]‏ \| + 1 د 06 ث \| \| \| 8 \| Andrea Bagioli [الإنجليزية]‏ \| منتخب إيطاليا الوطني لسباق الدراجات على الطريق للرجال تحت 23 سنة [لغات أخرى]‏ \| + 1 د 06 ث \| \| \| 9 \| توم بيدكوك \| منتخب المملكة المتحدة الوطني لسباق الدراجات على الطريق للرجال تحت 23 سنة [لغات أخرى]‏ \| + 1 د 07 ث \| \| \| 10 \| Stefan Bissegger [الإنجليزية]‏ \| منتخب سويسرا الوطني لسباق الدراجات على الطريق للرجال تحت 23 سنة [لغات أخرى]‏ \| + 1 د 13 ث \| \| |                      |                                                                           |                |  |
| |                      |                                                                           |                |  |
| |                      |                                                                           |                |  |
| التصنيف العام |                      |                                                                           |                |  |
| العداء | العداء               | الفريق                                                                    | الوقت          |  |
| 1 | Simon Guglielmi ‏     | فريق فرنسا لركوب الدراجات للرجال تحت 23 سنة ‏                              | 15 س 42 د 00 ث |  |
| 2 | جيوفاني أليوتي       | منتخب إيطاليا الوطني لسباق الدراجات على الطريق للرجال تحت 23 سنة ‏         | + 1 ث          |  |
| 3 | توبياس فوس           | النرويج تحت 23 سنة                                                        | + 41 ث         |  |
| 4 | Torjus Sleen ‏        | النرويج تحت 23 سنة                                                        | + 42 ث         |  |
| 5 | Damian Lüscher ‏      | منتخب سويسرا الوطني لسباق الدراجات على الطريق للرجال تحت 23 سنة ‏          | + 42 ث         |  |
| 6 | Stefano Oldani ‏      | منتخب إيطاليا الوطني لسباق الدراجات على الطريق للرجال تحت 23 سنة ‏         | + 1 د 05 ث     |  |
| 7 | Samuele Battistella ‏ | منتخب إيطاليا الوطني لسباق الدراجات على الطريق للرجال تحت 23 سنة ‏         | + 1 د 06 ث     |  |
| 8 | Andrea Bagioli ‏      | منتخب إيطاليا الوطني لسباق الدراجات على الطريق للرجال تحت 23 سنة ‏         | + 1 د 06 ث     |  |
| 9 | توم بيدكوك           | منتخب المملكة المتحدة الوطني لسباق الدراجات على الطريق للرجال تحت 23 سنة ‏ | + 1 د 07 ث     |  |
| 10 | Stefan Bissegger ‏    | منتخب سويسرا الوطني لسباق الدراجات على الطريق للرجال تحت 23 سنة ‏          | + 1 د 13 ث     |  |

### مرحلة 6
هي مرحلة جبلية متوسطة، أجريت في 20 أغسطس 2019، وامتدّت لمسافة 125.4 كيلومتر فاز بالمرحلة  Stefan Bissegger ‏، ومتصدر الترتيب العام في نهاية المرحلة  جيوفاني أليوتي.
| \| التصنيف العام \| التصنيف العام \| التصنيف العام \| التصنيف العام \| التصنيف العام \| \| العداء \| العداء \| الفريق \| الوقت \| \| \| ------------- \| -------------------------------- \| ------------------------------------------------------------------------------------- \| -------------- \| ------------- \| \| 1 \| جيوفاني أليوتي \| منتخب إيطاليا الوطني لسباق الدراجات على الطريق للرجال تحت 23 سنة [لغات أخرى]‏ \| 18 س 38 د 34 ث \| \| \| 2 \| توبياس فوس \| النرويج تحت 23 سنة \| + 5 ث \| \| \| 3 \| Damian Lüscher [لغات أخرى]‏ \| منتخب سويسرا الوطني لسباق الدراجات على الطريق للرجال تحت 23 سنة [لغات أخرى]‏ \| + 18 ث \| \| \| 4 \| Stefan Bissegger [الإنجليزية]‏ \| منتخب سويسرا الوطني لسباق الدراجات على الطريق للرجال تحت 23 سنة [لغات أخرى]‏ \| + 26 ث \| \| \| 5 \| Samuele Battistella [الإنجليزية]‏ \| منتخب إيطاليا الوطني لسباق الدراجات على الطريق للرجال تحت 23 سنة [لغات أخرى]‏ \| + 30 ث \| \| \| 6 \| Matteo Jorgenson [الإنجليزية]‏ \| منتخب الولايات المتحدة الوطني لسباق الدراجات على الطريق للرجال تحت 23 سنة [لغات أخرى]‏ \| + 34 ث \| \| \| 7 \| توم بيدكوك \| منتخب المملكة المتحدة الوطني لسباق الدراجات على الطريق للرجال تحت 23 سنة [لغات أخرى]‏ \| + 43 ث \| \| \| 8 \| Jonas Rutsch [الإنجليزية]‏ \| منتخب ألمانيا الوطني لسباق الدراجات على الطريق للرجال تحت 23 سنة [لغات أخرى]‏ \| + 57 ث \| \| \| 9 \| Ilan Van Wilder [الإنجليزية]‏ \| منتخب بلجيكا الوطني لسباق الدراجات على الطريق للرجال تحت 23 سنة [لغات أخرى]‏ \| + 1 د 00 ث \| \| \| 10 \| Mauri Vansevenant [الإنجليزية]‏ \| منتخب بلجيكا الوطني لسباق الدراجات على الطريق للرجال تحت 23 سنة [لغات أخرى]‏ \| + 1 د 20 ث \| \| |                      |                                                                            |                |  |
| |                      |                                                                            |                |  |
| |                      |                                                                            |                |  |
| التصنيف العام |                      |                                                                            |                |  |
| العداء | العداء               | الفريق                                                                     | الوقت          |  |
| 1 | جيوفاني أليوتي       | منتخب إيطاليا الوطني لسباق الدراجات على الطريق للرجال تحت 23 سنة ‏          | 18 س 38 د 34 ث |  |
| 2 | توبياس فوس           | النرويج تحت 23 سنة                                                         | + 5 ث          |  |
| 3 | Damian Lüscher ‏      | منتخب سويسرا الوطني لسباق الدراجات على الطريق للرجال تحت 23 سنة ‏           | + 18 ث         |  |
| 4 | Stefan Bissegger ‏    | منتخب سويسرا الوطني لسباق الدراجات على الطريق للرجال تحت 23 سنة ‏           | + 26 ث         |  |
| 5 | Samuele Battistella ‏ | منتخب إيطاليا الوطني لسباق الدراجات على الطريق للرجال تحت 23 سنة ‏          | + 30 ث         |  |
| 6 | Matteo Jorgenson ‏    | منتخب الولايات المتحدة الوطني لسباق الدراجات على الطريق للرجال تحت 23 سنة ‏ | + 34 ث         |  |
| 7 | توم بيدكوك           | منتخب المملكة المتحدة الوطني لسباق الدراجات على الطريق للرجال تحت 23 سنة ‏  | + 43 ث         |  |
| 8 | Jonas Rutsch ‏        | منتخب ألمانيا الوطني لسباق الدراجات على الطريق للرجال تحت 23 سنة ‏          | + 57 ث         |  |
| 9 | Ilan Van Wilder ‏     | منتخب بلجيكا الوطني لسباق الدراجات على الطريق للرجال تحت 23 سنة ‏           | + 1 د 00 ث     |  |
| 10 | Mauri Vansevenant ‏   | منتخب بلجيكا الوطني لسباق الدراجات على الطريق للرجال تحت 23 سنة ‏           | + 1 د 20 ث     |  |

### مرحلة 7
هي مرحلة جبلية متوسطة، أجريت في 22 أغسطس 2019، وامتدّت لمسافة 106.4 كيلومتر فاز بالمرحلة  Harold Tejada ‏، ومتصدر الترتيب العام في نهاية المرحلة  Mauri Vansevenant ‏.
| \| التصنيف العام \| التصنيف العام \| التصنيف العام \| التصنيف العام \| التصنيف العام \| \| العداء \| العداء \| الفريق \| الوقت \| \| \| ------------- \| -------------------------------- \| ------------------------------------------------------------------------------------- \| -------------- \| ------------- \| \| 1 \| Mauri Vansevenant [الإنجليزية]‏ \| منتخب بلجيكا الوطني لسباق الدراجات على الطريق للرجال تحت 23 سنة [لغات أخرى]‏ \| 21 س 32 د 26 ث \| \| \| 2 \| جيوفاني أليوتي \| منتخب إيطاليا الوطني لسباق الدراجات على الطريق للرجال تحت 23 سنة [لغات أخرى]‏ \| + 45 ث \| \| \| 3 \| توبياس فوس \| النرويج تحت 23 سنة \| + 50 ث \| \| \| 4 \| Samuele Battistella [الإنجليزية]‏ \| منتخب إيطاليا الوطني لسباق الدراجات على الطريق للرجال تحت 23 سنة [لغات أخرى]‏ \| + 1 د 15 ث \| \| \| 5 \| Matteo Jorgenson [الإنجليزية]‏ \| منتخب الولايات المتحدة الوطني لسباق الدراجات على الطريق للرجال تحت 23 سنة [لغات أخرى]‏ \| + 1 د 19 ث \| \| \| 6 \| Ilan Van Wilder [الإنجليزية]‏ \| منتخب بلجيكا الوطني لسباق الدراجات على الطريق للرجال تحت 23 سنة [لغات أخرى]‏ \| + 1 د 45 ث \| \| \| 7 \| Clément Champoussin [الإنجليزية]‏ \| فريق فرنسا لركوب الدراجات للرجال تحت 23 سنة [لغات أخرى]‏ \| + 2 د 06 ث \| \| \| 8 \| Urko Berrade [الإنجليزية]‏ \| منتخب إسبانيا الوطني لسباق الدراجات على الطريق للرجال تحت 23 سنة [لغات أخرى]‏ \| + 2 د 50 ث \| \| \| 9 \| جورج تسيمارمان \| منتخب ألمانيا الوطني لسباق الدراجات على الطريق للرجال تحت 23 سنة [لغات أخرى]‏ \| + 3 د 02 ث \| \| \| 10 \| Sylvain Moniquet [الإنجليزية]‏ \| منتخب بلجيكا الوطني لسباق الدراجات على الطريق للرجال تحت 23 سنة [لغات أخرى]‏ \| + 3 د 06 ث \| \| |                      |                                                                            |                |  |
| |                      |                                                                            |                |  |
| |                      |                                                                            |                |  |
| التصنيف العام |                      |                                                                            |                |  |
| العداء | العداء               | الفريق                                                                     | الوقت          |  |
| 1 | Mauri Vansevenant ‏   | منتخب بلجيكا الوطني لسباق الدراجات على الطريق للرجال تحت 23 سنة ‏           | 21 س 32 د 26 ث |  |
| 2 | جيوفاني أليوتي       | منتخب إيطاليا الوطني لسباق الدراجات على الطريق للرجال تحت 23 سنة ‏          | + 45 ث         |  |
| 3 | توبياس فوس           | النرويج تحت 23 سنة                                                         | + 50 ث         |  |
| 4 | Samuele Battistella ‏ | منتخب إيطاليا الوطني لسباق الدراجات على الطريق للرجال تحت 23 سنة ‏          | + 1 د 15 ث     |  |
| 5 | Matteo Jorgenson ‏    | منتخب الولايات المتحدة الوطني لسباق الدراجات على الطريق للرجال تحت 23 سنة ‏ | + 1 د 19 ث     |  |
| 6 | Ilan Van Wilder ‏     | منتخب بلجيكا الوطني لسباق الدراجات على الطريق للرجال تحت 23 سنة ‏           | + 1 د 45 ث     |  |
| 7 | Clément Champoussin ‏ | فريق فرنسا لركوب الدراجات للرجال تحت 23 سنة ‏                               | + 2 د 06 ث     |  |
| 8 | Urko Berrade ‏        | منتخب إسبانيا الوطني لسباق الدراجات على الطريق للرجال تحت 23 سنة ‏          | + 2 د 50 ث     |  |
| 9 | جورج تسيمارمان       | منتخب ألمانيا الوطني لسباق الدراجات على الطريق للرجال تحت 23 سنة ‏          | + 3 د 02 ث     |  |
| 10 | Sylvain Moniquet ‏    | منتخب بلجيكا الوطني لسباق الدراجات على الطريق للرجال تحت 23 سنة ‏           | + 3 د 06 ث     |  |

### مرحلة 8
هي مرحلة جبلية، أجريت في 23 أغسطس 2019، وامتدّت لمسافة 23.4 كيلومتر فاز بالمرحلة  ألكسندر إيفانز ‏، ومتصدر الترتيب العام في نهاية المرحلة  توبياس فوس.
| \| التصنيف العام \| التصنيف العام \| التصنيف العام \| التصنيف العام \| التصنيف العام \| \| العداء \| العداء \| الفريق \| الوقت \| \| \| ------------- \| -------------------------------- \| ------------------------------------------------------------------------------------- \| -------------- \| ------------- \| \| 1 \| توبياس فوس \| النرويج تحت 23 سنة \| 22 س 39 د 37 ث \| \| \| 2 \| Matteo Jorgenson [الإنجليزية]‏ \| منتخب الولايات المتحدة الوطني لسباق الدراجات على الطريق للرجال تحت 23 سنة [لغات أخرى]‏ \| + 23 ث \| \| \| 3 \| جيوفاني أليوتي \| منتخب إيطاليا الوطني لسباق الدراجات على الطريق للرجال تحت 23 سنة [لغات أخرى]‏ \| + 41 ث \| \| \| 4 \| Clément Champoussin [الإنجليزية]‏ \| فريق فرنسا لركوب الدراجات للرجال تحت 23 سنة [لغات أخرى]‏ \| + 58 ث \| \| \| 5 \| Ilan Van Wilder [الإنجليزية]‏ \| منتخب بلجيكا الوطني لسباق الدراجات على الطريق للرجال تحت 23 سنة [لغات أخرى]‏ \| + \| \| |                      |                                                                            |                |  |
| |                      |                                                                            |                |  |
| |                      |                                                                            |                |  |
| التصنيف العام |                      |                                                                            |                |  |
| العداء | العداء               | الفريق                                                                     | الوقت          |  |
| 1 | توبياس فوس           | النرويج تحت 23 سنة                                                         | 22 س 39 د 37 ث |  |
| 2 | Matteo Jorgenson ‏    | منتخب الولايات المتحدة الوطني لسباق الدراجات على الطريق للرجال تحت 23 سنة ‏ | + 23 ث         |  |
| 3 | جيوفاني أليوتي       | منتخب إيطاليا الوطني لسباق الدراجات على الطريق للرجال تحت 23 سنة ‏          | + 41 ث         |  |
| 4 | Clément Champoussin ‏ | فريق فرنسا لركوب الدراجات للرجال تحت 23 سنة ‏                               | + 58 ث         |  |
| 5 | Ilan Van Wilder ‏     | منتخب بلجيكا الوطني لسباق الدراجات على الطريق للرجال تحت 23 سنة ‏           | +              |  |

### مرحلة 9
هي مرحلة جبلية، أجريت في 24 أغسطس 2019، وامتدّت لمسافة 74.3 كيلومتر فاز بالمرحلة  أتيلا فالتر، ومتصدر الترتيب العام في نهاية المرحلة  توبياس فوس.
| \| التصنيف العام \| التصنيف العام \| التصنيف العام \| التصنيف العام \| التصنيف العام \| \| العداء \| العداء \| الفريق \| الوقت \| \| \| ------------- \| -------------------------------- \| ---------------------------------------------------------------------------- \| ------------- \| ------------- \| \| 1 \| توبياس فوس \| النرويج تحت 23 سنة \| \| \| \| 2 \| جيوفاني أليوتي \| منتخب إيطاليا الوطني لسباق الدراجات على الطريق للرجال تحت 23 سنة [لغات أخرى]‏ \| + 1 د 10 ث \| \| \| 3 \| Ilan Van Wilder [الإنجليزية]‏ \| منتخب بلجيكا الوطني لسباق الدراجات على الطريق للرجال تحت 23 سنة [لغات أخرى]‏ \| + \| \| \| 4 \| Clément Champoussin [الإنجليزية]‏ \| فريق فرنسا لركوب الدراجات للرجال تحت 23 سنة [لغات أخرى]‏ \| + \| \| \| 5 \| Samuele Battistella [الإنجليزية]‏ \| منتخب إيطاليا الوطني لسباق الدراجات على الطريق للرجال تحت 23 سنة [لغات أخرى]‏ \| + \| \| |                      |                                                                   |            |  |
| |                      |                                                                   |            |  |
| |                      |                                                                   |            |  |
| التصنيف العام |                      |                                                                   |            |  |
| العداء | العداء               | الفريق                                                            | الوقت      |  |
| 1 | توبياس فوس           | النرويج تحت 23 سنة                                                |            |  |
| 2 | جيوفاني أليوتي       | منتخب إيطاليا الوطني لسباق الدراجات على الطريق للرجال تحت 23 سنة ‏ | + 1 د 10 ث |  |
| 3 | Ilan Van Wilder ‏     | منتخب بلجيكا الوطني لسباق الدراجات على الطريق للرجال تحت 23 سنة ‏  | +          |  |
| 4 | Clément Champoussin ‏ | فريق فرنسا لركوب الدراجات للرجال تحت 23 سنة ‏                      | +          |  |
| 5 | Samuele Battistella ‏ | منتخب إيطاليا الوطني لسباق الدراجات على الطريق للرجال تحت 23 سنة ‏ | +          |  |

### مرحلة 10
هي مرحلة جبلية، أجريت في 25 أغسطس 2019، وامتدّت لمسافة 79.1 كيلومتر متصدر الترتيب العام في نهاية المرحلة  توبياس فوس.
| \| التصنيف العام \| التصنيف العام \| التصنيف العام \| التصنيف العام \| التصنيف العام \| \| العداء \| العداء \| الفريق \| الوقت \| \| \| ------------- \| ------------- \| ------------------ \| ------------- \| ------------- \| \| 1 \| توبياس فوس \| النرويج تحت 23 سنة \| \| \| |            |                    |       |  |
| |            |                    |       |  |
| |            |                    |       |  |
| التصنيف العام |            |                    |       |  |
| العداء | العداء     | الفريق             | الوقت |  |
| 1 | توبياس فوس | النرويج تحت 23 سنة |       |  |

## الفائزون
| الترتيب    | الفائز            |
| ---------- | ----------------- |
| الفائز     | توبياس فوس        |
| الثاني     | جيوفاني أليوتي    |
| الثالث     | Ilan Van Wilder ‏  |
| حسب النقاط | Matteo Jorgenson ‏ |

## وصلات خارجية
- لمحة عن سباق تور دي أفينير 2019 على موقع  ProCyclingStats   (برو  سايكلنج  ستاتس) - إحصاءات  محترفي  الدراجات.

- تور دي أفينير 2019 على موقع إحصائيات الدراجات الإحترافية (الإنجليزية)